# Marcin Kozera
Marcin Kozera – opowiadanie Marii Dąbrowskej mówiące o nauce dzieci polskich w Londynie i o poznaniu siebie przez głównego bohatera Marcina Kozerę. Marcin urodzony w Anglii poznaje siebie i dowiaduje się, że jest Polakiem, jest z tego dumny.

## Czas i miejsce zdarzeń
Akcja utworu toczy się w Londynie w dzielnicy Hackney. Dzieci przebywające tam uczą się języka polskiego w Domu Towarzystwa Polskiego przy Charles Square. Zdarzenia rozgrywają się rok przed I wojną światową.

## Bohaterowie
- Marcin Kozera – główny bohater opowiadania,
- Krysia – przyjaciółka Marcina,
- Mateusz Kozera – ojciec Marcina,
- Nauczycielka – dwudziestojednoletnia kobieta, dobry pedagog, wyrozumiała,
- Dzieci z Domu Polskiego – dzieci emigrantów polskich